# Bahía de Haifa

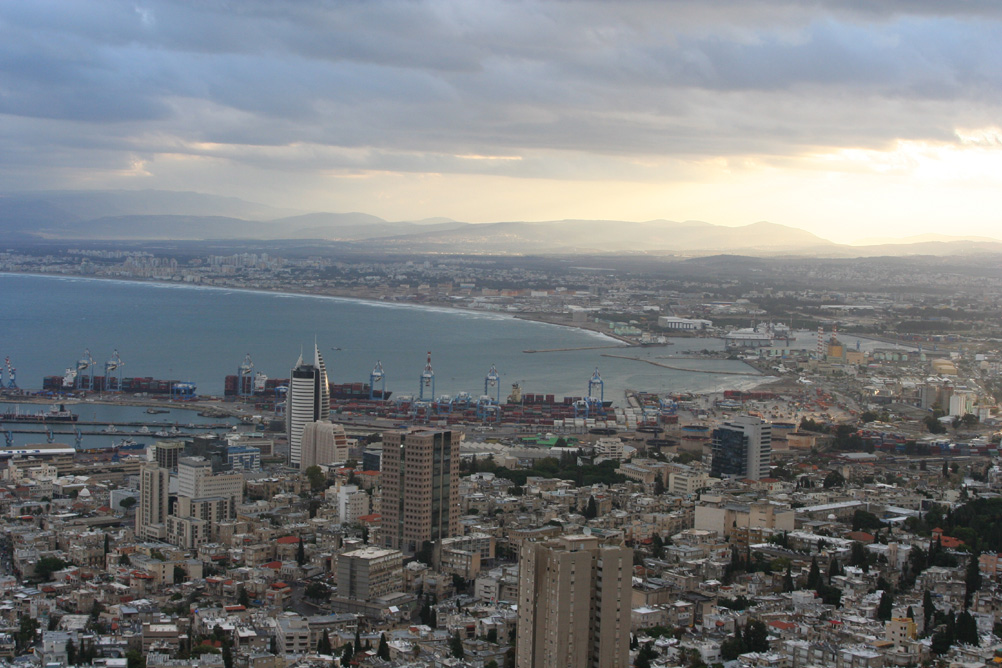
La bahía de Haifa al amanecer.

La bahía de Haifa (en hebreo מפרץ חיפה, Mifratz Haifa) es una pequeña bahía situada a lo largo de la costa mediterránea de Israel. Alimentada por el río Kishon, las ciudades de Haifa y Acre definen sus límites meridional y septentrional respectivamente, mientras que su zona central queda definida por formaciones de dunas y el suburbio de Krayot. El escarpe del Monte Carmelo se erige desde Haifa hacia el sur, mientras que al norte de la bahía se yerguen las montañas de la Galilea occidental.
La bahía de Haifa es el único puerto natural de Israel en el Mediterráneo, aunque el país posee otro puerto artificial en Asdod, y otra salida al mar Rojo a través de Eilat. Es asimismo una activa área industrial, acogiendo numerosas refinerías costeras de petróleo y plantas químicas, entre ellas la refinería de Haifa. Estas instalaciones han originado mucha polución en la bahía, y son culpadas habitualmente por incrementar las tasas de enfermedades relacionadas en las comunidades cercanas. El río Kishon se encuentra también muy contaminado. 
Las dos grandes torres gemelas de 76 metros de la compañía Bazan se han convertido en un icono de la ciudad a escala nacional.